# Hellinsia kuwayamai
Hellinsia kuwayamai là một loài bướm đêm thuộc họ Pterophoridae. Nó được tìm thấy ở Nhật Bản (Hokkaido, Honshu, Kyushu), Hàn Quốc và Trung Quốc.
Sải cánh dài khoảng 16 mm và Chiều dài cánh trước khoảng 8–9 mm.
Ấu trùng ăn Aster ageratoides và Aster yomena.